# Apulum (castrum)
Apulum va ser un fort de la província romana de Dàcia els dies 2 i 4 segles dC, ubicat a l'actual Alba-Iulia (Romania). És el castrum més gran de Romania i ocupa 37,5 hectàrees (750 x 500 m2).

## Els tipus de monedes descoberts
| Emissor           | Data d’emissió | Tipus        |
| ----------------- | -------------- | ------------ |
| Antoní Pius       | 139            | sestertius   |
| Julia Maesa       | 218-224        | denari       |
| Elagàbal          | 222            | denari       |
| Severus Alexandre | 223-225        | denari       |
| Sallustia Orbiana | 225-227        | denari       |
| Gordian III       | 241-243        | denari       |
| Felip l’Àrab      | 244-247        | antoninianus |
| Cornelia Salonina | 257–258        | antoninianus |